# Ingo Ernst Reihl
Ingo Ernst Reihl (* 1969 in Oberhausen) ist ein deutscher Dirigent und Hochschullehrer.

## Leben und Wirken
Reihl lernte Trompete und Klavier an der Musikschule Mülheim an der Ruhr. Von 1985 bis 1988 studierte er Komposition bei Wolfgang Hufschmidt an der Folkwang Universität der Künste in Essen. Kurse in Dirigieren besuchte er bei Václav Neumann, Libor Pesek, Orlando Zucca und Hans Jaskulsky. Er erhielt verschiedene Stipendien, unter anderem von der Herbert-von-Karajan-Stiftung. 
1985 gründete er Das junge Orchester NRW, das er seitdem musikalisch leitet. Die Stadt Mülheim an der Ruhr verlieh ihm 1987 den Förderpreis zum Ruhrpreis für Kunst und Wissenschaft. Unter Reihls Leitung trat das Orchester in der Philharmonie Essen mit Werken von unter anderem Mahler, Wagner, Schostakowitsch, Dvorák und Bruckner auf. 2015 leitete er die Aufführung von Das trunkne Lied nach „Zarathustra“ von Friedrich Nietzsche für Soli, Chor und großes Orchester op. 11 von Oskar Fried. Es war laut Deutschlandfunk Kultur die erste Aufführung dieser Musik nach einem Jahrhundert.
Zudem war Reihl von 1993 bis 1999 Chefdirigent und künstlerischer Direktor des Staatlichen Kammerorchesters der Republik Belarus. Weiters dirigierte er das Staatliche Akademische Symphonieorchester Belarus, das Litauische Kammerorchester und den Kammerchor Litauen, den Staatlichen Kammerchor Moskau sowie das Orchestre de Bretagne in Rennes, die Hamburger Symphoniker und das Orchester der Hochschule für Musik und Theater Hamburg.
Seit 1990 ist Reihl Dozent für Musik an der Fakultät für das Studium fundamentale an der Universität Witten/Herdecke, 1993 wurde er zum Universitätsmusikdirektor ernannt. Seit 2001 ist er außerdem Honorarprofessor für Dirigieren an der Belarussischen Staatlichen Musikakademie.